# Сумма (математика)
Су́мма (лат. summa — итог, общее количество) в математике — результат применения операции сложения величин (чисел, функций, векторов, матриц и т. д.), либо результат последовательного выполнения нескольких операций сложения (суммирования). Общими для всех случаев являются свойства коммутативности, ассоциативности, а также дистрибутивности по отношению к умножению (если для рассматриваемых величин умножение определено), то есть выполнение соотношений:
{\displaystyle a+b=b+a,}
{\displaystyle a+(b+c)=(a+b)+c,}
{\displaystyle (a+b)\cdot c=a\cdot c+b\cdot c,}
{\displaystyle c\cdot (a+b)=c\cdot a+c\cdot b,}
В теории множеств суммой (или объединением) множеств называется множество, элементами которого являются все элементы объединяемых множеств, взятые без повторений.
Также сложение (нахождение суммы) может быть определено для более сложных алгебраических структур (сумма групп, сумма линейных пространств, сумма идеалов, и другие примеры).  В теории категорий определяется понятие суммы объектов.

## Сумма натуральных чисел
Пусть в множестве {\displaystyle \mathbb {N} } находится {\displaystyle a} элементов, образующих подмножество {\displaystyle A}, и {\displaystyle b} элементов, образующих подмножество {\displaystyle B} ({\displaystyle A\subset \mathbb {N} ,B\subset \mathbb {N} }, a и b — натуральные числа). Тогда арифметической суммой {\displaystyle a+b} будет количество элементов {\displaystyle c}, образующих подмножество {\displaystyle C\subset \mathbb {N} }, полученное при дизъюнктном объединении двух исходных подмножеств {\displaystyle C=A\sqcup B.}

## Алгебраическая сумма
Сумму математически обозначают заглавной греческой буквой Σ (сигма).
{\displaystyle \sum _{i\mathop {=} m}^{n}a_{i}=a_{m}+a_{m+1}+a_{m+2}+\cdots +a_{n-1}+a_{n}}
где: i — индекс суммирования; ai — переменная, обозначающая каждый член в серии; m — нижняя граница суммирования, n — верхняя граница суммирования. Обозначение «i = m» под символом суммирования означает, что начальное (стартовое) значение индекса i эквивалентно m. Из этой записи следует, что индекс i инкрементируется на 1 в каждом члене выражения и остановится, когда i = n.
В программировании данной процедуре соответствует цикл for.
Примеры записи
{\displaystyle \sum _{i\mathop {=} 1}^{100}i=1+2+3+4+{...}+99+100}
{\displaystyle \sum _{i\mathop {=} 3}^{6}i^{2}=3^{2}+4^{2}+5^{2}+6^{2}=86}
Границы могут опускаться из записи, если они ясны из контекста:
{\displaystyle \sum a_{i}^{2}=\sum _{i\mathop {=} 1}^{n}a_{i}^{2}.}
Итератор может быть выражением — тогда переменная оформляется со скобками как функция «{\displaystyle f()}». Например, сумма всех {\displaystyle f(k)} при натуральных числах {\displaystyle k} в определённом диапазоне:
{\displaystyle \sum _{0\leq k<100}f(k).}
Сумма {\displaystyle f(x)} элементов {\displaystyle x} множества {\displaystyle S}:
{\displaystyle \sum _{x\mathop {\in } S}f(x).}
Сумма {\displaystyle \mu (d)} всех положительных чисел {\displaystyle d}, являющихся делителями числа {\displaystyle n}:
{\displaystyle \sum _{d|n}\;\mu (d).}
Под знаком итеративного суммирования может использоваться несколько индексов, например:
{\displaystyle \sum _{i,j}=\sum _{i}\sum _{j},}
причём набор из нескольких индексов можно сократить в виде так называемого мультииндекса.

### Бесконечная сумма
В математическом анализе, линейной алгебре и некоторых других разделах математики определяется понятие бесконечного ряда — суммы бесконечного числа слагаемых.

### Примеры последовательных сумм
1. Сумма арифметической прогрессии:
{\displaystyle \sum _{i=0}^{n}(a_{0}+b\cdot i)=(n+1){\frac {a_{0}+a_{n}}{2}}} , где {\displaystyle b} — разность арифметической прогрессии
2. Сумма геометрической прогрессии:
{\displaystyle \sum _{i=0}^{n}(a_{0}\cdot k^{i})=a_{0}\cdot {\frac {1-k^{n+1}}{1-k}}} , где {\displaystyle k} — знаменатель геометрической прогрессии
 3.{\displaystyle \sum \limits _{k=1}^{n}k^{3}=\left[{\frac {n(n+1)}{2}}\right]^{2}=\left(\sum \limits _{k=1}^{n}k\right)^{2}}
 4. {\displaystyle \sum _{i=0}^{n}{\left({\frac {1}{p}}\right)}^{i}={\frac {p}{p-1}}\left(1-{\frac {1}{p^{n+1}}}\right),\quad p\neq 1,n\geq 0}
{\displaystyle \sum _{i=0}^{n}{\left({\frac {1}{p}}\right)}^{i}=\sum _{i=0}^{n}{1\cdot {\frac {1}{p^{i}}}}=1\cdot {\frac {1-{\left({\frac {1}{p}}\right)}^{n+1}}{1-{\frac {1}{p}}}}={\frac {\frac {p^{n+1}-1}{p^{n+1}}}{\frac {p-1}{p}}}={\frac {p^{n+1}-1}{p^{n}(p-1)}}={\frac {p}{p-1}}\left(1-{\frac {1}{p^{n+1}}}\right)}
 5. {\displaystyle \sum _{i=0}^{n}ip^{i}={\frac {np^{n+2}-(n+1)p^{n+1}+p}{(p-1)^{2}}},\quad p\neq 1}
{\displaystyle \sum _{i=0}^{n}ip^{i}=\sum _{i=1}^{n}ip^{i}=p\cdot \sum _{i=1}^{n}ip^{i-1}=p\cdot \sum _{i=0}^{n-1}(i+1)p^{i}=p\cdot \left(\sum _{i=0}^{n-1}{ip^{i}}+\sum _{i=0}^{n-1}p^{i}\right)=p\cdot \sum _{i=0}^{n}ip^{i}-p\cdot np^{n}+p\cdot {\frac {1-p^{n}}{1-p}}\Rightarrow }
{\displaystyle \Rightarrow (1-p)\sum _{i=0}^{n}ip^{i}={\frac {-np^{n+1}(1-p)+p-p^{n+1}}{1-p}}\Rightarrow \sum _{i=0}^{n}ip^{i}={\frac {np^{n+2}-(n+1)p^{n+1}+p}{(1-p)^{2}}}}
 6. {\displaystyle \sum _{i=0}^{n}p^{i}=(p-1)\sum _{i=0}^{n-1}((n-i)p^{i})+n+1,\quad p\neq 1}
{\displaystyle (p-1)\sum _{i=0}^{n-1}((n-i)p^{i})+n+1=(p-1)\sum _{i=0}^{n}((n-i)p^{i})+n+1=(p-1)\left(n\cdot \sum _{i=0}^{n}p^{i}-\sum _{i=0}^{n}ip^{i}\right)+n+1=}
{\displaystyle =(p-1)\left(n\cdot {\frac {1-p^{n+1}}{1-p}}-{\frac {np^{n+2}-(n+1)p^{n+1}+p}{(1-p)^{2}}}\right)+n+1=}
{\displaystyle ={\frac {np^{n+2}-np-np^{n+1}+n-np^{n+2}+np^{n+1}+p^{n+1}-p+pn-n+p-1}{p-1}}=}
{\displaystyle ={\frac {p^{n+1}-1}{p-1}}=\sum _{i=0}^{n}p^{i}}
Например, при {\displaystyle p=10} получается {\textstyle \sum _{i=0}^{n}10^{i}=9\cdot \sum _{i=0}^{n-1}((n-i)10^{i})+n+1}, а это последовательность равенств следующего вида:
{\displaystyle 1=9\cdot 0+1,\quad 11=9\cdot 1+2,\quad 111=9\cdot 12+3,\quad 1111=9\cdot 123+4,\quad 11111=9\cdot 1234+5}

### Неопределённая сумма
Неопределённой суммой {\displaystyle a_{i}} по {\displaystyle i} называется такая функция {\displaystyle f(i)}, обозначаемая
{\textstyle \sum _{i}^{}a_{i}},
что {\textstyle \forall i:f(i+1)-f(i)=a_{i}}.

### «Дискретная» формула Ньютона — Лейбница
Если найдена «производная» {\displaystyle a_{i}=f(i+1)-f(i)}, то {\textstyle \sum _{i=a}^{b}a_{i}=f(b+1)-f(a)}.

## Этимология
Латинское слово summa переводится как «главный пункт», «сущность», «итог». С XV века слово начинает употребляться в современном смысле, а также появляется глагол «суммировать» (1489 год).
Это слово проникло во многие современные языки: сумма в русском, sum в английском, somme во французском.
Специальный символ для обозначения суммы (Σ) первым ввёл Леонард Эйлер в 1755 году, его поддержал Лагранж, однако долгое время с этим символом конкурировал знак S. Окончательно обозначение Σ для суммы утвердили уже в XVIII веке Фурье и Якоби.

## Кодировка
В Юникоде есть символ суммы U+2211 ∑ n-ary summation (HTML &#8721; ·  &sum;).